# سعيد الشيخ سمتر
سعيد الشيخ سمتر (بالصومالية:Saciid Sheekh Samatar; ولد عام 1943 و توفي في 24 فبراير 2015) هو باحث و كاتب صومالي بارز.

## بيوغرافيا

### السنوات المبكرة
ولد سعيد عام 1943 في أوغادين في إثيوبيا. أتى من عائلة عريضة تتكون من أربعين شخص، ضمنهم زوجة أبيه.
في عام 1958، والد سعيد، الذي كان يعمل في الحكومة كقاضي إسلامي منذ 1948، أرسله ليبدأ التعلم. انتقل سمتر بعد ذلك إلى بلدة قالافو Qalaafo، منتقلا من الحياة البدوية إلى الحضرية. بعمر ستة عشر عاما، وجد سمتر نفسه محاطا بتلاميذ بعمر ثمان أعوام. قال أنه حينما كانت هذه التجربة بشكل عام مذلة، تحمل.

### مرحلة البلوغ
في عام 190، بدأ سمتر العمل في الجامعة الوطنية للتعليم في الصومال، جنبا إلى جنب مع عدة مكتبيين أمريكيين. هناك، اقترح عليه صديق أمريكي أن يتم تعليمه في جامعة في الولايات المتحدة.
ذهب إلى الولايات المتحدة بمنحة دراسية، و بدأ الدراسة في جامعة غوشين في غوشين، إنديانا. التحق بدروس صباحية مبكرة و ليلية، في حين يعمل خلال اليوم كلحام لدعم زوجته، التي كانت حاملة بابنيه. تخرج سمتر من جامعة غوشين عام 1973 بدرجة في التاريخ و الأدب. الحق هذا بدرجة ماجستير في تاريخ القرن الأفريقي، و تلقى شهادة تخرج في الدراسات الأفريقية. في عام 1979، حصل على دكتوراه في التاريخ الأفريقي من جامعة نورث وسترن في إيفانستون.
بعد ذلك بفترة قصيرة، جاءته فرصة عمل من جامعة كنتاكي الشرقية في ريتشموند (كنتاكي)، حيث درس سمتر من 1979 إلى 1981. في يوليوز 1981، قبل منصبا في جامعة روتجرز في نيوآرك (نيو جيرسي).
ابنته هي الكاتبة صوفيا سمتر.
في 24 فبراير 2015، توفي سعيد الشيخ سمتر خلال خضوعه لعلاج مرض غير محدد في نيوآرك. ترك زوجته ليديا، ابنه دلمار، ابنته صوفيا، و أربعا من أحفاده. أرسل المغتربون الصوماليون حول العالم تعازيهم لعائلته.